# Экономический кризис на Украине (2008—2009)

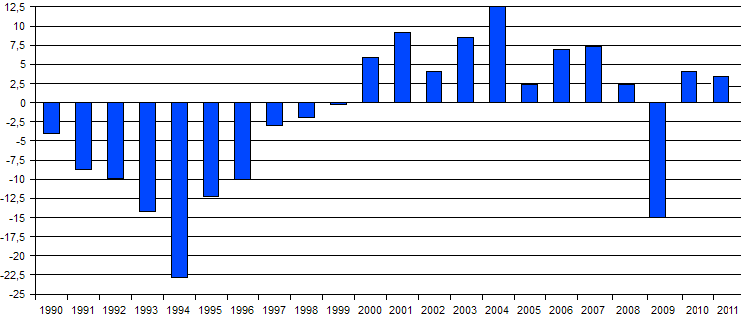
Ежегодный рост ВВП Украины в процентах в 1990—2011 годах

Экономический кризис 2008—2009 годов на Украине явился следствием мирового финансового кризиса, наращивания негативного внешнеторгового сальдо и внешнего долга, осложняясь политическим кризисом и кризисом потребительского кредитования. Согласно анализу Всемирного банка, в 2009 году экономика Украины резко ухудшилась из-за негативных условий торговли и перепрофилирования потоков капитала, а наибольший риск для Украины представляют фискальный дисбаланс, вызванный падением бюджетных доходов, расходные бюджетные обязательства и значительные финансовые потребности Нафтогаза.
Только в 2008 году доллар по отношению к гривне подорожал более чем в полтора раза, а уровень инфляции составил 22,3 %. ВВП Украины в 2009 году упал на 14,8 %.
«Основным фактором сокращения ВВП почти на 15 % в 2009 году было уменьшение внешнего спроса, который быстро восстановился и вызвал V-образное восстановление украинской экономики в виде роста ВВП на 4-5 % в 2010—2011 гг.», — отмечала главный экономист Dragon Capital Елена Белан.
В 2012 году ВВП Украины показал практически нулевой рост (0,2 %) и не превзошёл уровень 2008 года ($175 млрд против $179 млрд). В 2013 году рост ВВП составил 0 %. В 2014 году падение ВВП составило 7-7,5 % (см. Политический кризис на Украине (2013—2014) и Вооружённый конфликт на востоке Украины).

## Предкризисный период
К 2008 году экономика Украины ещё не вышла на уровень советского периода; ВВП Украины в предкризисном 2007 году составил лишь 72,2 % от уровня 1990 года (самый высокий показатель за все годы независимости).
Лоббирование интересов импортёров и иностранных компаний привело к появлению значительного отрицательного сальдо во внешней торговле товарами, а со временем — негативного сальдо платёжного баланса. Ухудшение отношений с Россией разрушило прежнюю систему договоренностей о поставках природного газа. Перманентная ожесточённая политическая борьба привела к соревнованию политических сил в социальном популизме, что сопровождалось ростом бюрократического вмешательства в экономику.
После «оранжевой революции» Украина стремительно наращивала валовый внешний долг: в начале 2004 года он составлял $23 811 млн, на конец I квартала 2008 года — 92,5 млрд долларов США (61 % от ВВП; 135,7 % от экспорта товаров и услуг), из них 77 млрд (83,3 %) составляла задолженность частных секторов экономики. Прирост внешних обязательств в 1 квартале 2008 года равнялся 8 млрд долларов США (9,4 %) и сложился, как и в предыдущие годы, в результате существенного роста долга в банковском секторе (на 3 млрд долларов, или 9,8 %) и других секторах экономики (на 4,6 млрд долларов или 12 %). На начало октября 2008 года валовый внешний долг Украины составлял уже $105 429 млн.
С 2005 года поддерживались компрадорский капитал и иностранные инвесторы, при этом основная доля прямых иностранных инвестиций шла в финансовый сектор, торговлю и посредничество. В 2002 г. в промышленность направлялось 50,4 % прямых иностранных инвестиций, в 2004 г. — 45,8 %, в 2005 г. — 30,9 %, в 2008 г. — 22,6 %. Доля прямых иностранных инвестиций в основные фонды, которые обеспечивают развитие экономики, в 2005 году составила лишь 5,0 %, в 2006 г. — 3,7 %, 2007 г. — 3,5 %, за 2008 г. — 5,2 %.
По данным Госкомстата, отрицательное сальдо Украины во внешней торговле за предкризисные 7 месяцев 2008 года составило 11 051,3 млн долларов США (за январь-июль 2007 года — 5 111,4 млн), таким образом, увеличившись более, чем вдвое. По данным Министерства финансов совокупный государственный (прямой) и гарантированный государством долг Украины за первое, предшествующее наступлению экономического кризиса, полугодие 2008 года в валютном выражении увеличился на 16,6 %, до $28,683 млрд.

## 2008 год
По данным Госкомстата реальный ВВП Украины в 2008 году вырос на 2,1 %, инфляция составила 22,3 %. По данным Минфина на конец декабря 2008 года совокупный государственный (прямой) и гарантированный государством долг Украины вырос до 24,121 млрд долларов, при этом в гривневом эквиваленте совокупный госдолг вырос в 2008 году в 2,1 раза, в основном из-за стремительной девальвации украинской гривны, в ноябре-декабре — на 94,1 %.
Кризисные явления в банковской сфере начали проявляться во второй половине 2008 года. Украинские банки, особенно, контролируемые иностранным капиталом, имели возможность легко получить дешёвые и, как правило, краткосрочные кредиты у иностранных банков, и за счёт этих ресурсов выдавать более дорогие и более долгосрочные кредиты на Украине. После начала ипотечного кризиса в США, ситуация начала постепенно меняться, поскольку западные банки вынуждены были повышать ставки по своим кредитам, что привело к удорожанию кредита украинских банков, сокращению кредитования строительства, особенно жилищного.
1 октября 2008 года задолженность банков по внешним кредитам составляла более 42 миллиардов долларов. Как отмечает предправления украинского БТА Банка Наталья Сергеева, одной из главных причин кризиса на Украине стало изъятие капитала иностранными кредиторами.
На октябрь 2008 года задолженность домохозяйств перед банками по кредитам, взятым в иностранной валюте составляла $26,7 млрд.
Следствием сокращения доходов и невозможности взять кредит во время кризиса, девальвации гривны (и удорожания кредитов, взятых в иностранной валюте) стало резкое падение цен на приобретение и аренду недвижимости. Кризис в строительной индустрии Украины стал заметен уже в мае 2008 года, когда снизились объёмы строительства. Спад в строительстве принял обвальный характер, сделал неизбежным углубление кризиса в металлургии, поскольку строительная отрасль являлась одним из основных потребителей металла.
Значительная зависимость украинской экономики от экспорта, в частности, металлургической продукции, осложнило протекание кризиса. Падение цен на украинскую металлургическую продукцию было связано с растущей конкуренцией производителей из Китая и сезонным сокращением спроса в основных странах-потребителях. В начале лета 2008 года рост цен на чёрные металлы замедлился, а в конце июля началось снижение цен на продукцию чёрной металлургии. В начале октября Минпромполитики Украины объявило о начале серьёзного кризиса в чёрной металлургии: было остановлено 17 из 36 украинских доменных печей, рассматривалась возможность полной остановки работы предприятий.
Динамика производства стали на Украине (в миллионах тонн, 2008 год).
| январь | февраль | март | апрель | май  | июнь | июль | август | сентябрь | октябрь | ноябрь | декабрь |
| 3,64   | 3,49    | 3,87 | 3,7    | 3,92 | 3,65 | 3,67 | 3,2    | 2,48     | 1,86    | 1,6    | 2,03    |

### Девальвация
Денежная масса в 2008-м выросла на 29,9 %, до этого она росла намного быстрее, в 2004-м увеличившись на 32 %, в 2005-м — на 54 %, в 2006-м — на 35 % и в 2007-м — на 52 %.
К осени 2008 года доля кредитов в гривне составляла 34,4 % от общего кредитного портфеля физлиц.
В сентябре 2008 года началось падение курса гривны по отношению к доллару США, которое в октябре переросло в панику на валютном рынке.
В ноябре-декабре многие коммерческие банки в одностороннем порядке подняли процентные ставки по ранее выданным валютным и гривневым кредитам — в среднем в полтора раза. По состоянию на 11 декабря по официальному (заниженному) курсу 7,47 грн./долл. валютные кредиты только физическим лицам составили 191,7 млрд гривен, увеличившись со 130 млрд грн. в октябре исключительно за счёт падения гривны. С ноября кредитование населения банками практически полностью прекращено.
В течение 2008 года украинская гривна девальвировала на 38 % по отношению к доллару США, что было лучшим показателем только по сравнению с исландской кроной и сейшельской рупией.

### Безработица
Уровень безработицы, рассчитанный по методологии МОТ, в среднем за 9 месяцев 2008 года составил 6,5 %.
По данным Госкомстата, уровень безработицы в ноябре 2008 года по сравнению с октябрем 2008 года увеличился на 20,7 % — до 639,9 тыс. чел.

### Доходы населения
Средняя заработная плата по данным Государственного комитета статистики в 2008 году составила 1806 гривен в месяц. Из-за экономического кризиса, начиная с сентября, средняя заработная плата уменьшалась. Однако, больше всего снизились доходы работников металлургического сектора, машиностроителей и специалистов коксохимической промышленности, у которых заработные платы стали снижаться начиная с августа.

### Кредит МВФ
В конце октября 2008 года Международный валютный фонд подтвердил готовность выделить Украине кредит на сумму 16,5 миллиардов долларов на 15 лет под четыре процента годовых для преодоления проблем в экономике. 31 октября 2008 года во втором чтении Верховная Рада приняла президентский законопроект «О первоочередных мерах по предотвращению негативных последствий финансового кризиса и о внесении изменений в некоторые законодательные акты Украины» («за» проголосовали 243 депутата из фракций БЮТ, НУНС и Блок Литвина). 10 ноября 2008 года Украина получила первый транш кредита stand by в размере 4,5 млрд долларов.

### Нарастание украино-российского противостояния в газовой сфере
18 декабря президент Ющенко заявил, что Нафтогаз выплатил 800 миллионов долларов долга (из $2,9 млрд). В тот же день «Газпром» заявил, что Украина не в состоянии погасить задолженность по поставкам газа до конца года. «Газпром» не исключил возможности того, что в 2009 году поставки на Украину будут прекращены.
31 декабря Алексей Миллер заявил, что переговоры с «Нафтогаз Украины» закончились безрезультатно, и с утра 1 января 2009 года поставки газа на Украину будут прекращены. Ранее премьер-министр РФ Владимир Путин на встрече с президентом РФ Дмитрием Медведевым отметил, что «Газпром» предложил продавать газ Украине по 250 долларов за тысячу кубометров против 179,5 доллара в 2008 году. При этом сам «Газпром», по словам Путина, покупает среднеазиатский газ по цене в среднем по первому кварталу в 340 долларов за тысячу кубов.
Украина не согласилась с предложенной ценой. «Газпром» в 10:00 по московскому времени полностью прекратил поставки газа на Украину, поставки были снижены на 90 миллионов кубометров в сутки (100 % потребления Украины).

### Политический кризис
Экономический кризис в течение всего года усугублялся противостоянием политических сил.
14 декабря с резкой критикой власти в прямом эфире украинского «5 канала» выступил глава оппозиционной Партии регионов Виктор Янукович.
19 декабря премьер-министр Украины Юлия Тимошенко потребовала отставки президента Ющенко и главы Нацбанка Украины Владимира Стельмаха, возложив на них ответственность за ослабление курса гривны: «Я считаю, что президент страны, который работает на то, чтобы было „чем хуже, тем лучше“ и зарабатывает на беде, должен уйти в отставку завтра вместе с главой Национального банка». По её мнению, политической целью обвала курса гривны могло стать введение президентского правления через объявление чрезвычайного положения. Тимошенко отметила, что находится в оппозиции «к таким чиновникам, как президент Украины, глава Национального банка, ко всем преступным группировкам, которые их окружают».
В тот же день Ющенко и глава Нацбанка Владимир Стельмах выступили с ответными обвинениями в адрес Тимошенко. По словам Ющенко, Тимошенко «противопоставила себя нации и государству». Секретариат президента обвинил Тимошенко в «популизме и непрофессионализме», переложив ответственность на неё. Владимир Стельмах заявил: «Сегодня в экономике Украины сложилась очень сложная ситуация. Бездарная деятельность правительства в управлении экономикой привела к тому, что уже в декабре этого года страна может быть в ситуации внутреннего дефолта. На сегодня правительство не имеет средств для выплат по заработным платам, пенсиям, социальным выплатам и обязательствам внешнего и внутреннего характера».

## 2009 год

### Общие экономические показатели
Экономический кризис продолжил развитие в течение 2009 года. За январь-апрель 2009 года падение промышленного производства на Украине составило 31,9 % в сравнении со средним показателем по СНГ 9 %; прирост инфляции составил 19,1 % (в годовом исчислении) в сравнении с 14 % инфляции по СНГ; объём розничного товарооборота на Украине упал на 14,4 % при 3 % в среднем по СНГ. Кабинет министров запретил Госкомстату публиковать данные изменения ВВП в I квартале 2009. По данным Госкомстата падение ВВП Украины в первом квартале составило 20,3 %, во втором квартале — 18 % (по сравнению с аналогичным периодом предыдущего года). По подсчётам профессора А. Ревенко, украинского специалиста по статистике международных сопоставлений, «в первом квартале 2009-го наш ВВП упал по отношению к 1990-му до 61,5 %, примерно до уровня 2004 (61,0 %) и 2005 (62,7 %) годов». По оценке Счётной палаты Украины ВВП в первом полугодии 2009 года составил 59,5 % от уровня 1990 года, при этом около 40 % ВВП находилось в тени, что означало недополучение сборов в бюджет.
По данным Всемирного банка в течение первого квартала 2009 года, поступление инвестиций в основной капитал снизилось на 48,7 %, поступление инвестиций в частный бизнес снизилось на 11,6 %, реальный экспорт упал на 15,9 %, в то время как уменьшение внутреннего спроса и коррекция обменного курса обусловили резкое сокращение импорта (-36.6 %).
Негативное сальдо во внешней торговле сохранялось каждый месяц в первом квартале 2009 года, однако существенно снизилось по сравнению с первым кварталом 2008 года.
Инфляция в январе-мае составила 7,4 % (за аналогичный период 2008 года — 14,6 %), в основном из-за ограничительных действий Национального банка Украины, благодаря которым денежная масса за январь-май уменьшилась на 9,2 % (за аналогичный период 2008 года — увеличилась на 8,5 %). В то же время этот сравнительный успех выглядел удручающе на общемировом фоне, поскольку по итогу первой половины 2009 года на Украине была зафиксирован наиболее высокий показатель инфляции в мире — 8,6 процента. В июле была зафиксирована дефляция на потребительские товары на уровне 0,1 %.
Дефицит госбюджета в первом полугодии 2009 года составил 10,61 миллиарда гривен. На начало июля 2009 года государственный и гарантированный государством долг Украины составлял 28,9 миллиарда долларов, в том числе внешний — 20,5 миллиарда долларов, внутренний — 8,2 миллиарда долларов.
ВВП Украины за ІIІ квартал 2009 года (в постоянных ценах 2007 года), по сравнению с аналогичным кварталом 2008 года, по предварительным данным, уменьшился на 15,9 %. Обнародование окончательных данных за III квартал ожидается 30 декабря 2009 г.
По данным Министерства экономики, уровень теневого сектора экономики Украины по результатам II квартала 2009 года составляет 36 % от официального ВВП. По предварительным оценкам, государственный бюджет Украины, в результате увеличения теневого сектора, в 2009 году может недополучить более 100 млрд грн.
В III квартале Госкомстат зафиксировал двукратное — до $432 млн. — ускорение оттока прямых инвестиций с Украины. Вследствие оттока и курсовой переоценки приток прямых иностранных инвестиций в III квартале сократился до $614 млн. Опрос руководства ведущих иностранных инвестиционных компаний, который был проведён в октябре 2009 года исследовательским центром компании Appleton Mayer, показал значительное ухудшение инвестиционного климата на Украине. Так, согласно данным исследования, 69 % руководителей иностранных инвестиционных компаний не собираются в ближайшее время рассматривать вопрос об инвестировании в экономику Украины. При этом 34 % иностранных инвестиционных компаний, которые уже работают в стране, собираются уйти с Украины, а 26 % — заморозить текущие проекты.

### Кризис в отдельных отраслях экономики Украины
За первое полугодие 2009 года по сравнению с аналогичным периодом предыдущего года сокращение в промышленности составило 30,4 %, при этом в добывающей и обрабатывающей промышленности — 32,1 %, химической — 33,2 %, в металлургии — 41,2 %, машиностроении — 46,7 %, объёмы строительства сократились на 54,3 %, грузооборот транспорта — на 33,3 %, пассажирооборот — на 22,3 %, экспорт — на 43,6 %, импорт — на 51,3 %, оптовая торговля — на 23 %, розничная торговля — на 15,9 %. За первое полугодие 2009 года общее производство продукции сельского хозяйства сравнительно с соответствующим периодом 2008 года выросло на 3,8 %.
Несмотря на общее падение промышленного производства по итогам первого полугодия в целом, уже в мае начался его небольшой прирост к предыдущему месяцу (1,3 %), и рост продолжился в июне (3,1 %) и июле (4,9 %), при этом основным «локомотивом» промышленного роста была металлургия. В целом за первое полугодие 2009 года поставки украинского проката в США снизились на 70 % (до 2,86 миллиона тонн), в ЕС — на 50 % (до 1,43 миллиона тонн), на Ближний Восток — на 10 % (до 0,5 миллиона тонн), на внутренний рынок Украины — снизились на 60 процентов, однако в Китай — резко выросли (в 90 раз, до 0,9 миллионов тонн). Увеличение экспорта металлопроката в Китай было связано с низкой себестоимостью украинской продукции. В июле 2009 года металлургические предприятия Украины увеличили выпуск стали на 16 % по сравнению с предыдущим месяцем, что позволило надеяться на окончание кризиса в этой отрасли.

### Банковский сектор

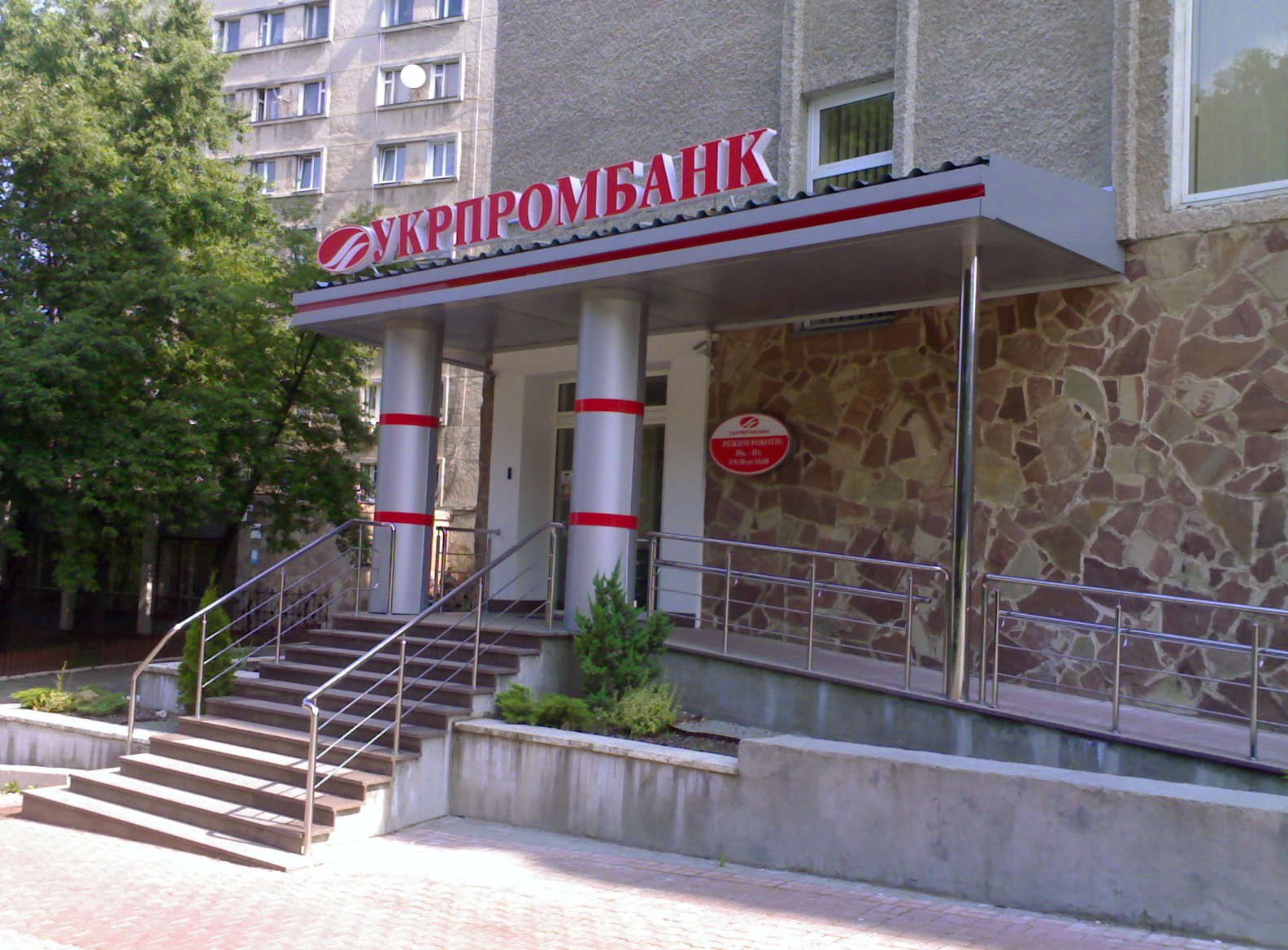
Отделение «Укрпромбанка», наиболее пострадавшего за время экономического кризиса на Украине (ликвидирован правительством в июле 2009 года)

В феврале в интервью с зампредом НБУ Савченко отмечалось, что к тому времени НБУ успел проверить семнадцать наибольших банков, по его словам: «Результаты проверки достаточно обнадеживающие, были удивлены как международные эксперты, так и аудиторы. Качество активов украинских банков, то есть их кредитов, инвестиций, высокое». В целом за IV квартал 2008 — I квартал 2009 года население изъяло порядка 23 % депозитных средств из системы. Уже в апреле население начало больше доверять банковской системе, поскольку началось небольшое увеличение общего объёма депозитов.
Национальный банк Украины стал широко применять практику назначения своих временных управляющих в проблемные банки («Родовид», «Столица», «Трансбанк», «Надра», «Днестр», «Энергия», «Киев» и т. д.).
10 июня правительство Украины приняло решение о национализации трёх банков («Укргазбанк», «Родовид Банк», банк «Киев») путём вхождения в капитал этих банков.
По итогам работы в 1 квартале 2009 года около 40 банков Украины показали убытки, а за 1 и 2 квартал все банки Украины понесли убытки на сумму 10,2 млрд грн. (против 5,3 млрд грн. прибыли годом ранее).
В июле 2009 года правительство решило ликвидировать «Укрпромбанк», который потерпел рекордные убытки и «Одесса-Банк». В августе Нацбанк решил ликвидировать банки «Европейский» и «Национальный стандарт». При этом оставалась вероятность сохранения «Укрпромбанка» как такового. Ликвидация Укрпромбанка стала крупнейшей за время финансового кризиса.
В 2010 году Украина должна была выплатить по внешним долговым обязательствам около $30 млрд. Эксперты прогнозировали дефолт в масштабе страны.

### Газовая проблема
В мае 2009 года состояние государственных финансов Украины вызывало опасения в способности расплатиться за поставки природного газа из России, причём срыв оплаты привёл бы к введению предоплаты за поставляемый газ. Президент В. Ющенко принял решение об эмиссии 3,8 млрд гривен для обеспечения расчётов.
К середине 2009 года сложилась тяжёлая ситуация на крупнейших предприятиях химической промышленности Украины, которая является одной из ключевых при наполнении госбюджета и формировании ВВП. Такие предприятия как черкасский «Азот», горловский «Стирол», Одесский припортовый завод, «Днепроазот», «Ривнеазот», северодонецкий «Азот», потребляющие газ как основное сырьё, из-за высоких цен на газ на Украине и низких — в России столкнулись с невозможностью конкурировать с российским импортом.
В связи с сокращением спроса транзит природного газа по территории Украины в январе-июле 2009 года сократился на 37,1 % по сравнению с аналогичным периодом 2008 года.
Несмотря на договорённости, «Нафтогаз» в течение 2009 года не добирал природный газ, что по условиям договора, должно было привести к штрафным санкциям против «Нафтогаза» (почти $5,2 млрд по подсчётам Виктора Ющенко только за первое полугодие 2009 года). В начале сентября российский премьер Владимир Путин дал устное обещание украинской коллеге Юлии Тимошенко не применять штрафы за недобор газа.

### Безработица
По данным Госкомстата, на 1 января 2009 года в Государственной службе занятости было зарегистрировано 844,9 тыс. безработных, на 15 января 2009 года их численность выросла до 919,7 тысяч. Численность официально зарегистрированных безработных снижалась три месяца подряд весной, достигнув на 1 июня 752 тысяч человек. На 1 августа официально было зарегистрировано 606,9 тысяч безработных, при расчётах по методологии МОТ (в среднем за первый квартал) — 2,094 млн (10,3 % экономически активного населения трудоспособного возраста, по сравнению с 7,1 % в первом квартале 2008 года). Наиболее высокий уровень безработицы (по методологии МОТ) был в Ровненской (14,5 %), Тернопольской (13,3 %), Черниговской (13,2 %) и Житомирской (13,0 %) областях.
В первом полугодии выросли объёмы вынужденной неполной занятости. В частности, количество работников, которые работали в режиме сокращённого рабочего
дня, увеличилась в 5,5 раза сравнительно с соответствующим периодом предыдущего года, а количество работников, которые находились в административных
отпусках, — в 3 раза соответственно.

### Доходы населения
С мая 2008 по май 2009 средняя заработная плата на Украине выросла с 1735 до 1845 грн (выросла на 6,34 %), однако из-за девальвации гривны средняя зарплата в долларовом эквиваленте сократилась с $343 до $240 (снизилась на 30 %). По данным Государственной службы статистики Украины больше всего размер средней заработной платы уменьшился в Запорожской области — на 13 %, Донецкой — на 12,8 %, Днепропетровской — на 12,1 %, Полтавской — на 11,6 % и Киевской областях — на 11,5 %. Всего за первое полугодие 2009 года по сравнению с аналогичным периодом 2008 года реальная заработная плата (в гривневом эквиваленте) сократилась на 10,1 %. Самый низкий уровень заработной платы, который не превышал 80 % от среднего по экономике, в первом полугодии 2009 года наблюдался в Волынской, Тернопольской и Херсонской областях.

### Действия правительства
По данным премьер-министра Украины до начала августа 2009 года правительство разработало 15 антикризисных программ.
Для ограничения импорта и улучшения торгового баланса 6 марта была введена 13%-ная надбавка к таможенным ставкам ввозной пошлины сроком на 6 месяцев. Позже правительство под давлением Всемирной торговой организации сохранило действие этой надбавки при импорте только автомобилей и холодильников, затем решил отменить её совсем.
В апреле 2009 года после того, как парламент усилиями пропрезидентских депутатов провалил пакет антикризисных законопроектов правительства, их нормы были утверждены в обход парламента постановлениями Кабинета министров. Для стабилизации финансового положения НАК «Нефтегаз Украины» была возвращена 2-х процентной надбавки к тарифу на газ для промышленных предприятий за исключением тех, которые используют газ как сырьё при производстве продукции. Правительство рекомендовало увеличить на 5 % тариф на газ для населения, использующего свыше 2,5 тыс. кубометров в месяц, и на 10 % — свыше 6 тыс. кубометров. В 3,5 раза была повышена стоимость электроэнергии для тех, кто потребляет свыше 600 кВт. ч. Был введён единый порядок уплаты взносов в Пенсионный фонд для всех категорий граждан (то есть увеличена фискальная нагрузка для малого бизнеса), сокращены расходы на аппарат, принято решение о выпуске государственных облигаций для привлечения средств населения.
В течение января-мая 2009 года правительство добивалось полного планового наполнения бюджета, бесперебойной выплаты заработной платы бюджетникам, пенсий и остальных государственных пособий.
В июне правительство начало программу по достройке жилья с уровнем готовности 70 % и выше, но это постановление было приостановлено президентом Ющенко.

#### Отношения с МВФ
8 мая совет директоров МВФ одобрил выделение Украине второго транша кредита stand by в размере 2,625 миллиардов долларов.
В конце июля Украине был выделен третий транш кредита МВФ, который правительство Украины намерено было направить на финансирование дефицита государственного бюджета и в первую очередь на обеспечение внешних обязательств. Для получения третьего транша правительство по требованию МВФ приняло на себя ряд обязательств, среди которых:
- повышение тарифов на тепловую энергию на 20 % населения и теплокоммунэнерго соответственно с 1 сентября и 1 октября, доведение в течение 2010 года их до уровня, обеспечивающего стопроцентное покрытие себестоимости энергоресурсов; введение пени за неуплату жилищно-коммунальных услуг;
- принятие закона о финансовом оздоровлении банков и информировании об их реальных собственниках; ускорение реализации программы рекапитализации банков;
- удержание дефицита в секторе государственного управления в 2009 году — в пределах 6 %, в 2010 году — в пределах 4 %;
- повышение зарплат и пенсий в бюджетном секторе только на уровень, соответствующий приросту инфляции;
- приватизация осенью Одесского припортового завода и некоторых облэнерго;
- отказ от налоговых амнистий и моратория на налоговые проверки;
- подготовка пакетов документов, необходимых для проведения налоговой и пенсионной реформы;
- отказ от попыток ограничить независимость Национального банка Украины.

В ноябре 2009 года Международный валютный фонд решил приостановить предоставление финансовой помощи Украине до проведения президентских выборов из-за отсутствия консенсуса между властями в сфере бюджетной политики. Наибольшую критику МВФ вызвало подписание президентом закона о повышении социальных стандартов, принятого парламентом, оппозиционным к правительству. Ветирование закона о повышении зарплат является ключевым условием МВФ для выдачи очередного транша.
Украина предполагала получить от МВФ 16,4 млрд долларов в течение двух лет, тремя траншами было получено 11 млрд долларов, четвёртый транш был заморожен в ноябре 2009 года.

## Последствия
После отставки правительства Юлии Тимошенко новое правительство Николая Азарова по договоренности с МВФ закрыло действующую кредитную линию и начало сотрудничество по новой программе. Программа сотрудничества Украины и МВФ, одобренная в июле 2010 года, предусматривает выделение Украине кредита на сумму 15,15 млрд дол. Срок действия программы 2,5 года. Средства привлекаются под ставку 3,5 % годовых. Сразу после одобрения программы сотрудничества Украина получила первый транш данного кредита МВФ в размере 1,89 млрд долларов.
«После кризиса мы имеем негативно классифицированных активов в размере 15 % совокупных активов», — отмечал весной 2011 года зампред НБУ Игорь Соркин, он также отметил, что согласно положению Нацбанка о списании проблемных активов для банков, бывшего в силе с конца 2010 года по 1 апреля 2011 года, ими было списано около 10 миллиардов гривен.
В 2009—2011 годах банковская система Украины демонстрировала отрицательный результат: убыток за 2009 год составил 38 450 млн грн., за 2010 год — 13 027 млн грн., за 2011 год — 7 708 млн грн.. В ноябре 2010 года украинские банки впервые за весь год отработали месяц с прибылью. В 2011 году убытки банков уменьшились по сравнению с 2010 годом на 41 %, а активы банков превысили отметку в 1 трлн гривен. Большая часть банков в 2011 году работала прибыльно, к убыточности большей частью привели результаты Родовид Банка, Укргазбанка и Укрсиббанка.
На октябрь 2012 года отмечалось, что из-за подорожания продуктов и снижения доходов украинские семьи уже в течение 5 лет стабильно переходят на дешевые продукты.

## 2012
Отмечают, что средняя официальная з/п в долларовом эквиваленте по итогам 2012 года чуть превысила докризисную: по итогам 2012 года средняя официальная заработная плата составила 3025 грн или около 370 в долларовом эквиваленте, в то же время по итогам январь-август 2008 года официальная заработная плата была на уровне 1755 грн или около 360 в долларовом эквиваленте. В подтверждение роста доходов украинцев приводят и объёмы депозитов населения, которые в долларовом эквиваленте тоже превысили докризисный уровень: по итогам 2012 года депозитный портфель украинцев был на уровне 45 млрд в долларовом эквиваленте, а по состоянию на 1 сентября 2008 года этот портфель был на уровне 41 млрд в долларовом эквиваленте.
2012 год стал для Украины первым годом стагнации после кризиса 2008—2009 годов, когда промпроизводство упало на 5,2 и 21,9 % соответственно.
Стабильное падение индекса промышленного производства украинская экономика начала демонстрировать с августа 2012 года (-4,7 %). В сентябре падение составило 7 %. В следующие два месяца осени падение замедлилось до 4,2 % и 3,7 % соответственно. Однако уже в декабре 2012 года промпроизводство снова обрушилось на 7,6 %.
После роста ВВП во II кв. 2012 года начался затяжной экономический спад, в III кв. 2012 года ВВП сократился на 1,3 %, в IV — на 2,5 %, в I кв. 2013 года — на 1,2 %, во II — на 1,3 %, в III — на 1,2 %, и лишь в IV кв. 2013 года ВВП вырос впервые со 2 кв. 2012 года — на 3,3 %. В 2014 году вновь возобновилось падение ВВП.